# Potamagonum
Potamagonum is een geslacht van kevers uit de familie van de loopkevers (Carabidae). De wetenschappelijke naam van het geslacht is voor het eerst geldig gepubliceerd in 1952 door Darlington.

## Soorten
Het geslacht Potamagonum is monotypisch en omvat slechts de volgende soort:
- Potamagonum julianae Darlington, 1971